# Psegmatica
Psegmatica là một chi bướm đêm thuộc phân họ Olethreutinae, họ Tortricidae Tortricidae.

## Các loài
- Psegmatica pachnostola Meyrick, 1930